# Asociación Libre de la Abogacía
La Asociación Libre de Abogadas y Abogados (ALA), desde 2024 Asociación Libre de la Abogacía, es una asociación española fundada en 1989 que vela por los intereses de las abogadas y abogados que ejercen en la Comunidad de Madrid y promueve la democratización y modernización de la administración de justicia.

## Historia
La Asociación Libre de Abogadas y Abogados fue fundada en 1989 en Madrid como una asociación de carácter independiente. Apoya a sus miembros, siempre abogadas y abogados ejercientes en la Comunidad de Madrid, en la protección del derecho de defensa de los ciudadanos, fomenta los derechos y libertades, y promueve la democratización y modernización de la administración de justicia. Su sede se encuentra en Madrid en la calle Montesa nº 49. La Asociación Libre de Abogadas y Abogados pertenece a Abogados Europeos Demócratas (AED).
Una de sus primeras socias fue la activista de los derechos humanos y de los derechos de la mujer, Beatriz Monasterio Chicharro. También formó parte de ALA la jurista y politóloga Alejandra Jacinto Uranga, activista de la Plataforma de Afectadas por la Hipoteca (PAH), coportavoz de Podemos y portavoz adjunta del grupo parlamentario en la Asamblea de Madrid.
En 2023, ALA renovó su junta coordinadora, nombrando como presidenta a María Andrés Rodríguez, en sustitución de Ángeles Chinarro. En 2024, se votó una modificación de estatutos que dio como resultado el cambio de denominación a Asociación Libre de la Abogacía, aunque manteniendo las siglas ALA.

### Candidaturas al ICAM
Desde su fundación, ALA se ha presentado a todas las elecciones al decanato del ICAM, encabezando su candidatura siempre mujeres: Ángeles López Álvarez en 1992 y 1997, Carmen Sánchez Vidanes en 2002, María Jesús Díaz Veiga en 2007, la activista y abogada Lorena Ruiz-Huerta en 2012, Luz Elena Jara Vera en 2017 y Ángeles Chinarro en 2022.

### Acciones
El 28 de febrero de 2013, a raíz de la aparición de los llamados papeles de Bárcenas en las investigaciones del Caso Gúrtel, la Asociación Libre de Abogadas y Abogados, junto a Izquierda Unida, Ecologistas en Acción y otras organizaciones, presentaron como acusación popular una querella para que se investigara el entramado financiero del Partido Popular. En 2021, la sentencia de la Audiencia Nacional condenó a Luis Bárcenas, al Partido Popular y a los dueños de la empresa de arquitectura que ejecutó la obra de la sede del partido en la calle de Génova.
En 2021, ALA junto a organizaciones sociales como la Asociación Pro Derechos Humanos de Andalucía (APDHA), Irídia, el Observatorio del Sistema Penal y Derechos Humanos (OSPDH) y Salhaketa, entre otros, remitieron un escrito a todos los grupos parlamentarios del Congreso de los Diputados para derogar la cadena perpetua que volvió al ordenamiento jurídico en 2015 con la reforma del Código Penal junto a la aprobación de la Ley Orgánica de protección de la seguridad ciudadana bajo el gobierno de Mariano Rajoy.

## Premios Beatriz Monasterio
En 2019, la asociación creó los Premios de artículos feministas Beatriz Monasterio, que se entregan anualmente en homenaje a la abogada y defensoras de los derechos humanos de las mujeres y niñas fallecida en 2019.